# Beschuss des D 393 bei Grdelica
Der Beschuss des D 393 bei Grdelica war ein zweifacher militärischer Angriff seitens der NATO auf die Morava-Brücke, der während des Kosovokrieges am 12. April 1999 bei Grdelica in Serbien den Schnellzug D 393 Niš–Ristovac traf. Die Folge waren unter anderem 14 Tote und 16 Verletzte.

## Ausgangslage
Am 12. April 1999 passierte der Schnellzug D 393 gegen 11:40 Uhr die Morava-Brücke über die Grdelica-Schlucht. Es war der zweite Tag des orthodoxen Osterfestes, der Zug entsprechend stark mit Fahrgästen besetzt.
Die NATO führte im Krieg gegen die Bundesrepublik Jugoslawien in diesen Tagen die Operation Allied Force durch. Ziel war, die Repressionen Jugoslawiens gegen den Kosovo zu beenden. Der Krieg hatte mit Angriffen auf militärische Ziele begonnen, wandte sich nun aber zunehmend gegen Industriebetriebe und Verkehrsinfrastruktur. Dabei wurden vermehrt auch zivile Ziele getroffen.

## Angriffe
Der erste Angriff auf die Morava-Brücke erfolgte aus großer Entfernung. Er sollte die Brücke treffen, die der D 393 gerade befuhr: Ein Kampfflugzeug vom Typ F-15E Strike Eagle der US-Luftwaffe bombardierte die Brücke mit zwei Gleitbomben des Typs AGM-130. Die erste Bombe traf die Brücke nicht, aber den Zug, der schwer beschädigt wurde. Die Besatzung des Flugzeuges erkannte, dass die Brücke nicht getroffen worden war und unternahm einen zweiten Angriff. Auch dieser traf nicht die Brücke, sondern den zweiten Waggon des Zuges, weil – wie später behauptet wurde – der vom ersten Angriff verursachte Brand die Sicht behindert habe. Dies sei ein „Unfall“ gewesen, was auch die entsprechenden filmischen Aufzeichnungen beweisen sollten.

## Folgen
Bei den Angriffen starben in dem Zug 14 Menschen, 16 weitere wurden verletzt. Die Bombardierung hatte die komplette Einstellung des Schienenverkehrs in Jugoslawien zur Folge.

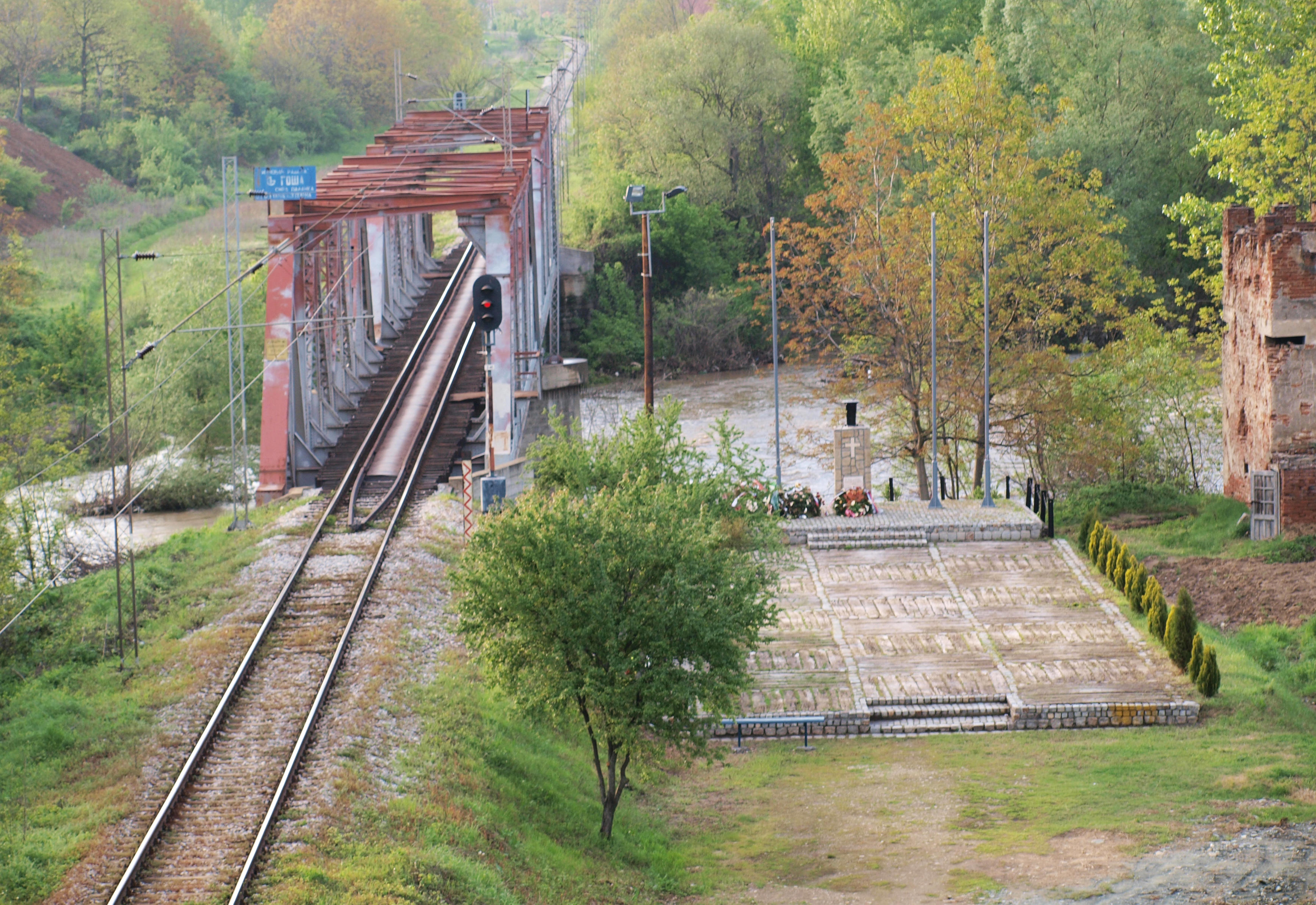
Brücke über die Morava und Gedenkstätte für die Opfer des Angriffs

Dem Angriff folgte eine heftige Kontroverse. Jugoslawien warf den USA einen kriminellen Verstoß gegen das Kriegsvölkerrecht vor. Diese werteten den Vorfall wiederum als Kollateralschaden eines vom Kriegsvölkerrecht gedeckten Angriffs auf militärisch relevante Infrastruktur und bedauerten ihn. Die Kontroverse wurde verstärkt, als die Frankfurter Rundschau etwas später aufdeckte, dass die Kameraaufnahmen der Gleitbomben der Presse mit der 4,7-fachen Geschwindigkeit der Aufzeichnung gezeigt worden war. So wurde die Geschwindigkeit des fahrenden Zuges weit höher dargestellt, als sie tatsächlich gewesen war. Pentagon und NATO behaupteten daraufhin, dies sei ein technischer Fehler gewesen.
Unter den Kritikern des zweiten Angriffs befand sich auch Amnesty International, das hier einen Verstoß gegen das Prinzip der Proportionalität im Internationalen Recht rügte.
Die beschädigte Brücke wurde repariert und im September 1999 dem Verkehr wieder übergeben.

## ICTY
Der Internationale Strafgerichtshof für das ehemalige Jugoslawien (ICTY) bildete im Mai 1999 eine Kommission, die untersuchen sollte, ob während des Kosovokrieges gegen Völkerrecht verstoßen worden war. Der Angriff auf die Grdelica-Brücke bildete aufgrund seiner hohen Zahl ziviler Opfer sowie durch die Wiederholung des Angriffs eines der Hauptuntersuchungsfelder der Kommission zu möglichen Kriegsverbrechen.
Insgesamt war die Untersuchungskommission der Meinung, dass der Angriff einem legitimen Ziel gegolten habe und verhältnismäßig gewesen sei. Sie legte dieses Ergebnis ihrer Untersuchung der Chefanklägerin, Carla Del Ponte, vor. Diese kam zu dem Schluss, dass der Vorfall deshalb vom ICTY nicht zur Anklage zu bringen sei. Der Verfasser eines Gutachtens, Ekkehard Wenz, das für den Untersuchungsbericht herangezogen wurde, war dagegen von einem vorsätzlichen Angriff auf den Zug überzeugt.
Die NATO übergab dem Gerichtshof keine Unterlagen, die Einblick in die Befehlskette ermöglicht hätten. Eine Untersuchung, ob auch höhere befehlshabende Kommandeure eingebunden waren und der Vorfall in die Zuständigkeit des ICTY falle, war damit nicht prüfbar. Der Gerichtshof äußerte aber den Verdacht, dass eine wesentliche Schuld den Piloten und Waffenleitoffizier treffe, die gegen die Prinzipien der Kriegsführung verstoßen haben könnten und kritisierte die Rücksichtslosigkeit des zweiten Waffeneinsatzes.